# Fronte Pennidico

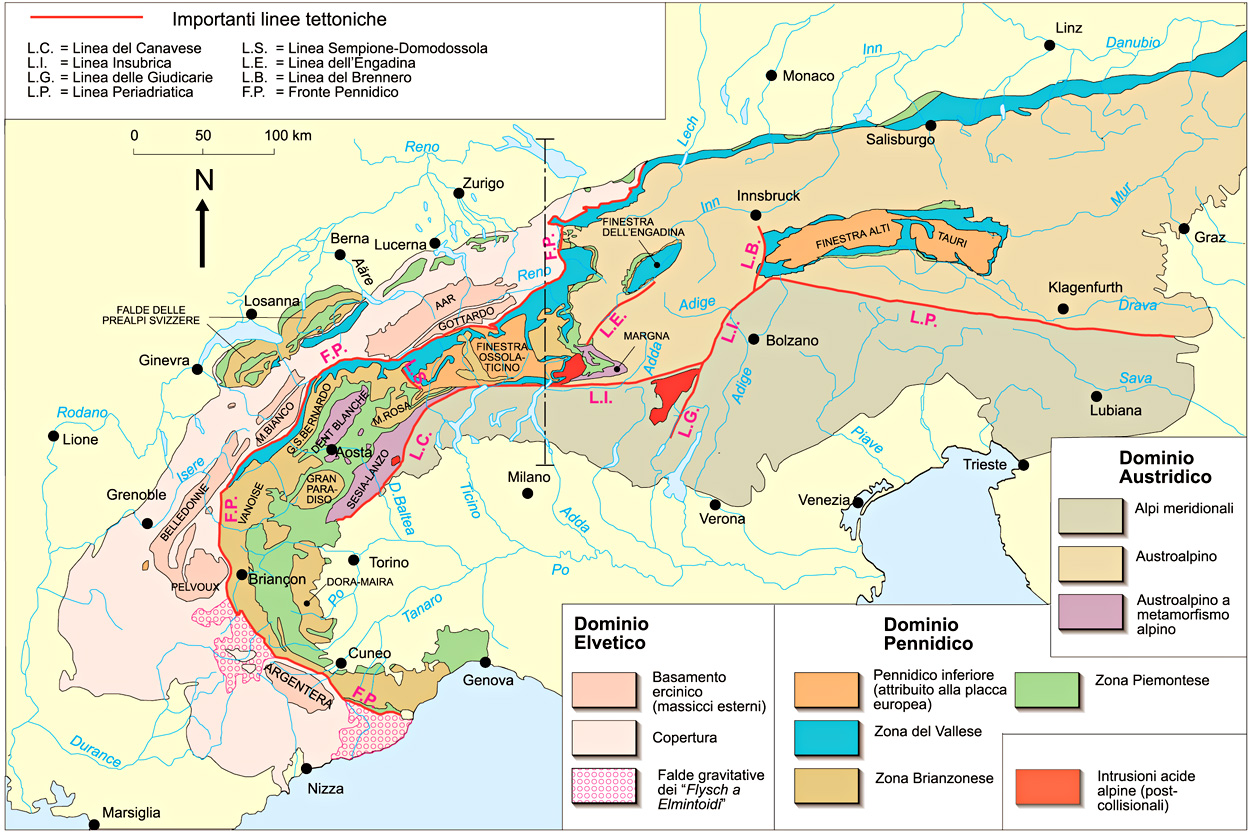
Mappa schematica della geologia delle Alpi. Il fronte Pennidico è rappresentato dalla linea rossa nelle Alpi Occidentali.

Il Fronte Pennidico è un lineamento tettonico che separa il dominio Pennidico dal dominio Elvetico nelle Alpi.
Il lineamento separa quindi le rocce ad alto grado metamorfico, che si trovano all'interno della catena (a sud del lineamento), dal basamento cristallino e dalle rocce sedimentarie che si trovano verso l'esterno (a nord del lineamento).  A causa del moto di convergenza della placca adriatica verso la placca euroasiatica il lineamento è ancora attivo.